# O eclipse do darwinismo
O eclipse do darwinismo (The eclipse of Darwinism no original, em inglês) é a expressão usada por Julian Huxley para descrever o período anterior à síntese evolutiva moderna em que a evolução era largamente aceite no meio científico, mas relativamente poucos biólogos aceitavam a selecção natural como o seu mecanismo principal. Historiadores de ciência como Peter J. Bowler têm usado essa expressão para descrever a história do pensamento evolutivo desde a década de 1880 até às primeiras décadas do século XX, quando algumas alternativas à selecção natural foram desenvolvidas e exploradas, e muitos biólogos consideravam a selecção natural como um palpite errado da parte de Darwin. As quatro principais alternativas à selecção natural no fim do século XIX eram a evolução teísta, neolamarquismo, ortogénese e saltacionismo.

## Razões para a procura de alternativas
Evolução foi largamente aceite nos círculos científicos em poucos anos após a publicação da "A Origem das Espécies", mas a aceitação da selecção natural como o mecanismo condutor foi muito menor. Várias razões contribuíram para isso. A ênfase dada pela selecção natural na morte e competição, não apelava a muitos naturalistas que sentiam que era imoral e deixava pouco espaço para teleologia (propósito) ou o conceito do "progresso" no desenvolvimento da vida. Além disso, alguns consideravam que a selecção natural seria demasiado lenta, dadas as estimativas da idade da terra e do sol (entre 10 e 100 milhões de anos) feitas na altura por físicos como Lord Kelvin. Outra objecção era que a selecção natural não podia funcionar porque naquela altura os modelos de hereditariedade envolviam a mistura de características herdadas.

## Evolução teista
Evolução teísta foi a ideia de que Deus interveio no processo de evolução para o guiar de tal modo que se poderia ainda considerar que o mundo vivo foi desenhado. Alguns dos seus defensores incluíram Asa Gray, que considerava a selecção natural importante mas acreditava que Deus influenciava as variações em que a selecção actuava, e George Jackson Mivart e o Duque de Argyle, que rejeitavam a selecção natural por completo. Contudo, esta ideia saiu rapidamente de moda entre cientistas, assim que ficaram mais comprometidos com a ideia de naturalismo metodológico e começaram a acreditar que apelos directos ao envolvimento sobrenatural eram cientificamente improdutivos e uma forma de alegação especial. Ao chegar a 1900, desapareceu completamente das discussões mainstream científicas, apesar de continuar a ser usada como maneira de reconciliar crenças religiosas com descobertas científicas entre não-cientistas.

## Neolamarquismo
O termo Lamarquismo foi usado para a ideia que características adquiridas durante o curso de vida de um organismo, tais como mudanças causadas pelo uso ou desuso de um órgão particular, podem ser herdadas pela próxima geração. Apesar de Alfred Russel Wallace rejeitar completamente o conceito em favo da selecção natural, Charles Darwin tinha incluído o que ele chamou de Efeitos do Uso e Desuso aumentado de Partes, tal como controlado pela Selecção Natural n'A Origem das Espécies, dando exemplos tais como de grandes aves que se alimentavam do chão ficando com pernas mais fortes através de exercício, e asas mais fracas por não voarem, até, tal como a avestruz, não podiam voar de todo. No final do século XIX o termo neolamarquismo ficou associado com a posição de naturalistas que viam a herança de características adquiridas como o mais importante mecanismo evolutivo. Defensores desta posição incluem o escritor britânico e crítico de Darwin Samuel Butler, o biólogo alemão Ernst Haeckel e o paleontólogo americano Edward Drinker Cope. Estes consideravam o lamarquismo superior filosoficamente à ideia de Darwin de selecção actuar em variação aleatória. Butler e Cope acreditavam que isto permitia aos organismos de efectivamente guiar a sua própria evolução, uma vez que organismos que desenvolviam novos comportamentos mudariam os seus padrões de uso dos seus órgãos e assim desencadear o processo evolutivo. Além disso, Cope e Haeckel acreditavam que a evolução era um processo progressivo. Cope procurou, e pensou encontrar, padrões de progressão linear no registo fóssil. A ideia de progresso linear era também uma parte importante da teoria da recapitulação de Haeckel, que defendia que o desenvolvimento embrionário de um organismo repetia a sua história evolutiva.
Críticos do neolamarquismo apontaram que ninguém tinha alguma vez produzido evidências sólidas que comprovassem a hereditariedade de características adquiridas. O trabalho experimental do biólogo alemão August Weismann resultou na teoria do germoplasma. Isto levou a que ele declarasse que a herança de características adquiridas era simplesmente impossível, uma vez que a barreira de Weismann iria prevenir que qualquer mudanças que ocorressem no corpo após o nascimento fossem herdadas pela geração seguinte. Apesar destas críticas, o neolamarquismo permaneceu a alternativa mais popular à selecção natural no final do século XIX, e iria permanecer como a posição de alguns naturalistas até bem dentro do século XX.

### Efeito de Baldwin
Como consequência do debate sobre a viabilidade do neolamarquismo na década de 1890, James Mark Baldwin, Henry Fairfield Osborne e C. Lloyd Morgan propuseram independentemente um mecanismo em que comportamentos recém aprendidos poderiam causar evolução de novos instintos e características físicas através de selecção natural sem o recurso de herança de características adquiridas. Propuseram que se indivíduos de uma espécie beneficiariam de aprender um comportamento novo em particular, a habilidade de aprender esse comportamento poderia ser favorecida por selecção natural, e o resultado final poderia ser a evolução de novos instintos e eventualmente novas adaptações físicas. Isto ficou conhecido como o efeito de Baldwin e tem permanecido como um tópico de debate e investigação em biologia evolutiva desde então.

## Ortogénese

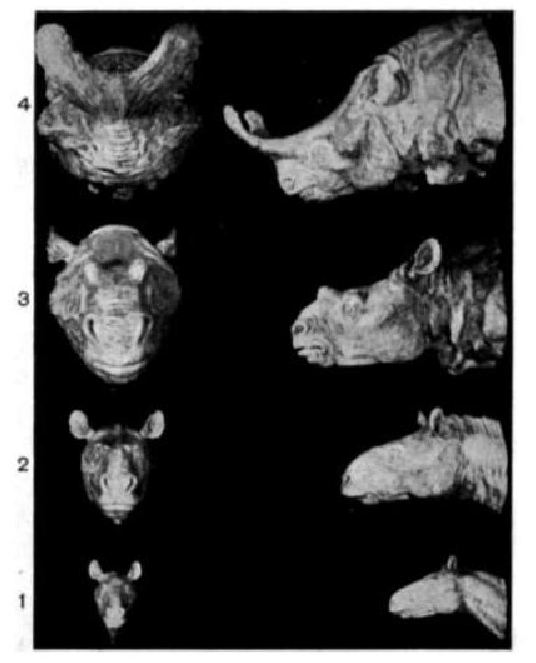
Foto do livro de 1918 Origin and Evolution of Life, de Henry Fairfield Osborn, mostrando modelos ilustrando a evolução do corno do Titanothere ao longo do tempo, o que Osborn indicava era um exemplo de uma tendência ortogénica na evolução.

Ortogénese ou evolução ortogenética foi a hipótese de que a vida tem uma tendência inata para mudar, num modo unilinear, a caminho de uma perfeição cada vez maior. Teve popularidade significativa no século XIX, e entre os seus proponentes estavam o biólogo russo Leo Berg, e o paleontólogo americano Henry Fairfield Osborn. Ortogénese foi particularmente popular entre alguns paleontólogos, que acreditavam que o registo fóssil mostrava uma mudança unidireccional gradual e constante. Aqueles que aceitaram esta ideia, contudo, não aceitavam necessariamente que o mecanismo guiando a ortogénese era teleológico. A hipótese ortogenética começou a colapsar quando se tornou claro que não podia explicar os padrões encontrados no registo fóssil, não-lineares e com muitas complicações. Até à década de 1950 alguns continuavam a defender a ortogénese afirmando que os processos de macroevolução eram distintos dos de microevolução.

## Saltacionismo
Saltacionismo era a ideia de que novas espécies surgiam como resultado de mutações de grande efeito. Isto era visto como uma alternativa mais rápida ao conceito darwiniano de um processo gradual de pequenas mudanças aleatórias em cima das quais actuava a selecção natural. Foi muito popular entre os primeiros geneticistas tais como Hugo DeVries, William Bateson, e no princípio da carreira de T. H. Morgan. Mais tarde, esta formaria a base do mutacionismo.